# Robert Walthour
Robert Walthour (conocido como Bobby Walthour; Atlanta, 1 de enero de 1878-Boston, 3 de septiembre de 1949) fue un deportista estadounidense que compitió en ciclismo en la modalidad de pista.
Ganó tres medallas en el Campeonato Mundial de Ciclismo en Pista entre los años 1904 y 1910. Además, consiguió dos victorias en los campeonatos de Estados Unidos de medio fondo (1903 y 1904) y cuatro victorias en las carreras de seis días: dos en Boston (1986 y 1900) y dos en Nueva York (1901 y 1903).

## Medallero internacional
| Campeonato Mundial | Campeonato Mundial    | Campeonato Mundial | Campeonato Mundial |
| Año                | Lugar                 | Medalla            | Competición        |
| ------------------ | --------------------- | ------------------ | ------------------ |
| 1904               | Londres (Reino Unido) | Medalla de oro     | Medio fondo (P)    |
| 1905               | Amberes (Bélgica)     | Medalla de oro     | Medio fondo (P)    |
| 1910               | Bruselas (Bélgica)    | Medalla de bronce  | Medio fondo (P)    |